# Multipara
Unter einer Multipara („Mehrgebärende“, auch Polypara) versteht man ein weibliches Individuum beziehungsweise eine Art der Säugetiere, die gewöhnlich in einer Trächtigkeit (Gravidität)  mehrere Nachkommen (Mehrlinge) hervorbringt. Eine Art mit normalerweise multiparen Individuen wird auch als polytoke Art bezeichnet. Das Gegenteil von Multiparen sind Monoparen (Uniparen), also Säuger, die im Regelfall nur einen Nachkommen pro Geburt (Einlinge) hervorbringen.
Die Jungtiere eines Muttertieres einer Geburt werden als Wurf bezeichnet. In der Waidmannssprache verwendet man den Ausdruck Geheck (oder Gehecke) für die Jungen des Haarraubwildes. Der waidmännische Ausdruck wird aber auch für die Gelege von Wasservögeln verwendet.
In der Gynäkologie und Geburtshilfe wird eine Frau als Multipara bezeichnet, wenn sie bereits mindestens drei Kinder hat. Im englischen Sprachraum wird der Begriff für Frauen mit mehr als zwei Kindern verwendet, für solche mit mehr als vier Kindern der Terminus grand multipara. Vergleichend-zoologisch gesehen ist diese Bezeichnung allerdings falsch, korrekt wäre hierfür Pluripara (siehe auch Parität).
- Multipara
Unterformen sind Dipara (zwei Junge pro Geburt, Zwilling) oder Tripara (drei Junge pro Geburt, Drillinge) und so fort, nach der individuellen Anzahl, beziehungsweise durchschnittlichen Anzahl, die für eine Art typisch ist. Es gibt eine gewisse Variabilität in der Anzahl der Nachkommen. So wirft das Hausschaf meist zwei Junge, im Einzelfall kommen aber auch Einlinge oder Drillinge, bei Schweinen bis Achtlinge vor. Die Maximalzahl liegt etwa in der Größenordnung von 12 bei manchen Kleinsäugern.
- Monopara
Hierzu zählen beispielsweise der Mensch, aber auch Pferde und Rinder. Auch hier sind Mehrlingsgeburten möglich, aber nicht der Regelfall.
Einzelne Individuen einer monoparen Art können aber dipar sein und regelmäßig Zwillinge werfen (Zwillingsträchtigkeit und Zwillingsgeburt), zum Beispiel sind dipare Kühe in manchen Rassen nicht selten. Individuelle und familiäre Zwillingshäufung ist auch beim Menschen gegeben, siehe hierzu auch Formen zweieiiger Zwillinge.